# Miquel Ferrer i Ramonatxo
Miquel Ferrer i Ramonatxo (* 1861 in Puigcerdà; † 1912 ebenda) war ein katalanischer Komponist (vorwiegend geistlicher Werke), Organist und Kapellmeister.

## Leben und Werk
Miquel Ferrer wirkte zunächst als Kapellmeister und Organist an der Església de la Puríssima Concepció („Kirche der Unbefleckten Empfängnis“) in Sabadell. Er unterrichtete dort auch Àngel Rodamilans. 1892 gewann er den Wettbewerb um die Stelle des Kapellmeisters an der Kathedrale von Barcelona. Von 1892 bis 1912 versah er als Nachfolger von Josep Marraco i Ferrer fast sein ganzes Leben dieses Amt.
Er war einer der ersten Komponisten in Katalonien, der eine neue Sprache in der Kirchenmusik einführte und der sich weit von dem bis dato praktizierten italienischen Musikstil entfernte. Besondere Popularität genoss sein Te Deum laudamus, seine Pastoralmesse, die noch in der Ästhetik des 19. Jahrhunderts konzipiert war, und verschiedene Andachtskompositionen. Darüber hinaus war er der Komponist der Zarzuela La flor de la immortalitat („Die Blume der Unsterblichkeit“).
Ferrer war auch Autor einiger musiktheoretischer Schriften.